# Die Insel der tausend Freuden
Die Insel der tausend Freuden ist ein Ende 1977 entstandener, deutscher Erotik- und Exploitationfilm von Hubert Frank.

## Handlung
Handlungsort ist die Tropeninsel Mauritius. Michel hatte als professioneller Tennisspieler einst einigen Erfolg gehabt und viel Geld verdient. Als gesundheitliche Probleme seine Karriere beendeten, begann er sich dem Glücksspiel zuzuwenden. Seitdem hat er beträchtliche Schulden gemacht, die nun ein skrupelloser Geschäftsmann namens Howard bei ihm eintreiben möchte. Michels Tante, Lady Henriette, weigert sich ihm zu helfen, obwohl sie es sich finanziell leisten könnte. Daraufhin versucht Michels Geliebte Sylvia, bei diesem Filmtitel ebenso selbstverständlich wie erwartungsgemäß nymphoman veranlagt, den mit der hübschen Julie Verheirateten dazu zu bewegen, die Tante wegen ihrer Millionen zu ermorden. Michel aber kann sich nicht dazu entschließen. Gleichzeitig entführen Howard und sein Folterknecht Ming einige hübsche junge Damen wie beispielsweise Francie, das Hausmädchen Lady Henriettes, um sie im Tropenparadies als nackte Sklavinnen zu verkaufen.
Nun aber schaltet sich eine junge Dame namens Peggy ein. Sie ist von Beruf Privatdetektivin und soll im Auftrag Lady Henriettes verhindern, dass der labile Michel allzu große Dummheiten begeht. Bald geraten alle beteiligten jungen Frauen ebenfalls vorübergehend in die Hände von Sklavenhändler Howard, der sich auf neues „Frischfleisch“ freut. Doch stattdessen kommt es zu einem munteren Bäumchen-wechsle-dich-Spiel. Während sich Michel am Strand bald mit Peggy verlustiert, treiben es seine Geliebte und seine Ehefrau splitternackt miteinander im heißen Tropensand von Mauritius. Sie hatten von Anfang an den Plan, mit Michels Hilfe an die Millionen seiner Tante zu gelangen. Schließlich löst sich alles in Wohlgefallen auf: Peggy befreit mit Michels Hilfe die anderen jungen Frauen; das Hausmädchen wird von ihrem Liebhaber, Henriettes Gärtner, befreit. Selbst Sylvia und Julie müssen keine Bestrafung fürchten, sondern verlassen die Insel, nacktbadend auf einer Yacht, in trauter Eintracht. Peggy und der entschuldete Michel aber können einer gemeinsamen Zukunft entgegensehen.

## Produktionsnotizen
Die 23 Drehtage umfassenden Dreharbeiten zu Die Insel der tausend Freuden fanden vom 22. November bis zum 17. Dezember 1977 auf Mauritius statt. Die Fertigstellung des Films erfolgte am 16. Februar 1978, uraufgeführt wurde Die Insel der tausend Freuden am 3. März 1978 in drei bundesdeutschen Kinos in Nürnberg, Passau und Ingolstadt.
Die Produktionsleitung hatte Erich Tomek, die Aufnahmeleitung Otto W. Retzer. Alain Dupont sorgte für die Ausstattung, Rolf Albrecht entwarf die Kostüme. Der renommierte Schauspieler Art Brauss absolvierte hier seine Rolle unter dem Pseudonym William Levine. Der Film war ein fast ebenso großer Erfolg wie Vanessa, bei dem ebenfalls Hubert Frank Regie geführt hatte.

## Kritik
„Eine Privatdetektivin klärt mehrere Kriminalfälle auf einer Insel im Indischen Ozean auf. Ein sich am Schluß zur Komödie wendender Abenteuerfilm mit viel Sex, etwas Kriminalität und Sadismus. Auch die Machart des sich als ‚Emanuela‘-Epigone präsentierenden Films ist bescheiden.“